# Мамалогија
У зоологији, мамалогија, такође териологија или наука о сисарима је проучавање сисара – класе кичмењака са карактеристикама као што су хомеотермни метаболизам, крзно, четворокоморна срца и сложени нервни системи. Мамалогија је такође позната као мастологија, териологија и терологија. 
Архива броја сисара на земљи стално расте, али тренутно се налази на 6.495 различитих врста сисара, укључујући недавно изумрле. На Земљи је идентификовано 5.416 живих сисара, а отприлике 1.251 је новооткривен од 2006. године.  Главне гране сисара укључују природну историју, таксономију и систематику, анатомију, физиологију, етологију, екологију и управљање и контролу.
Мамалози су обично укључени у активности као што су спровођење истраживања, управљање особљем и писање предлога.
Мамалогија се грана у друге таксономски оријентисане дисциплине као што су приматологија (проучавање примата) и кетологија (проучавање китова). Као и друге студије, мамалогија је део зоологије која је такође део биологије, проучавања свих живих бића.

## Појам
Повезани термини
- мамалиологија (mammaliology) - према латинском називу класе сисари (лат. Mammalia ).
- мамалогија (mammalogy) - скр. из сисара[6] , застарели термин.
- терологија (therology)[а] - према другом латинском називу класе животиња (лат. Theria).

Не треба мешати са
- мамалогија (од лат. mamma 'дојка' (углавном женско) и  грчки λόγος ) је наука о млечној жлезди, њеној грађи; грана практичне медицине која се бави дијагностиком, лечењем и превенцијом разних болести дојке.

## Секције териологије
- хипологија (хипологија) - наука о коњима
- кетологија - наука о китовима (китовима, делфинима)
- приматологија - наука о приматима ( мајмуни, лемури)
- родентологија - наука о глодарима (мишеви, пацови, хрчци, даброви)
- кироптерологија - наука о слепим мишевима, воћним слепим мишевима

## Повезани одељци
- кинологија - наука и пракса о узгоју паса
- фелинологија - наука и пракса узгоја мачака

## Сврхе истраживања
Мамалози су изјавили да постоји више разлога за проучавање и посматрање сисара. Познавање тога како сисари доприносе или напредују у својим екосистемима даје знање о екологији. Сисари се често користе у пољопривреди и држе се као кућни љубимци. Проучавање станишта сисара довело је до помоћи у преживљавању сисара. Припитомљавање неких малих сисара је помогло у откривању различитих болести, вируса и лекова.

## Мамалог
Мамалог је научник који проучава зоологију различитих сисара. Они проучавају ствари попут историје, физиологије, анатомије, таксономије, животне средине и понашања различитих сисара. Мамалог такође разматра како ове животиње комуницирају једна са другом у свом природном окружењу. Проучавајући сисаре, они посматрају њихова станишта, њихову интеракцију, анатомију, физиологију и доприносе екосистему.

## Историја
Први људи за које је забележено да су истраживали сисаре били су стари Грци. Аристотел је био један од првих који је китове и делфине препознао као сисаре.
Термин мамалогија увео је 1820. године француски природњак Анселм Гаетан Десмарест (1784-1838). Аналогни концепт орнитологије као проучавања птица био је у употреби од 16. века, али је требало мало дуже да се успостави у случају сисара. До почетка 20. века, мамалогију је користио мањи број аутора у земљама француског и енглеског говорног подручја. Године 1919. основано је Америчко друштво мамалога у Сједињеним  Америчким Државама као специјализовано друштво за научна проучавања сисара и објавило је тромесечни часопис Часопис мамалогије (Journal of Mammalogy). Убрзо након тога, 1926. године, основано је Немачко друштво за проучавање сисара са својим часописом Часопис за мамалогију (Zeitschrift für Säugetierkunde), који је носио тај назив до 2001. године, када је преименован у Биологију сисара. Од 1936. излази часопис Мамалиа, који издаје Мусеум натионал д'хистоире натурелле у Паризу, а 1954. године у Великој Британији је основано Друштво мамалога које је од 1970. издавало часопис Преглед сисара (Mammal Review).
Прво професионално друштво у Европи које је укључило термин мамалогија у своје име било је чешка Мамалошка секција Природно-математичког факултета Друштва Народног музеја у Народном музеју у Прагу у Народном музеју у Прагу 1958. Објављивало је часопис Мамалошки извештаји/Новине о сисарима, који је 1962. преименована у Линк. У исто време успостављен је термин териологија за мамалогију, на пример Италијанско териолошко удружење, које од 1986. објављује периодични часопис Хистрик: Талијански часопис за мамалогију.
У источној Европи, териологија се рано успоставила, углавном захваљујући часопису Ацта Тхериологица (од 2015. Истраживање сисара), који од 1954. објављује Институт за истраживање сисара Пољске академије наука. Поред тога, у Совјетском Савезу је основано Териолошко друштво, које је након распада Совјетског Савеза подељено на 12 секција. У Русији од 1992. постоји Руско териолошко друштво са Руским часописом за териологију, у Украјини од 1993. Украјинско териолошко друштво са часописом  Украинска териологија, а у Литванији од 1989. Литванско териолошко друштво са часописом Литванска териологија.